# شمالگان

خط ایزوترم یا همدما که به رنگ قرمز در نقشه شمالگان دیده می‌شود گرمای متوسط ۱۰ درجه سانتیگراد در ماه ژوئیه (تابستان) را نشان می‌دهد که مرز منطقه شمالگان محسوب می‌شود.

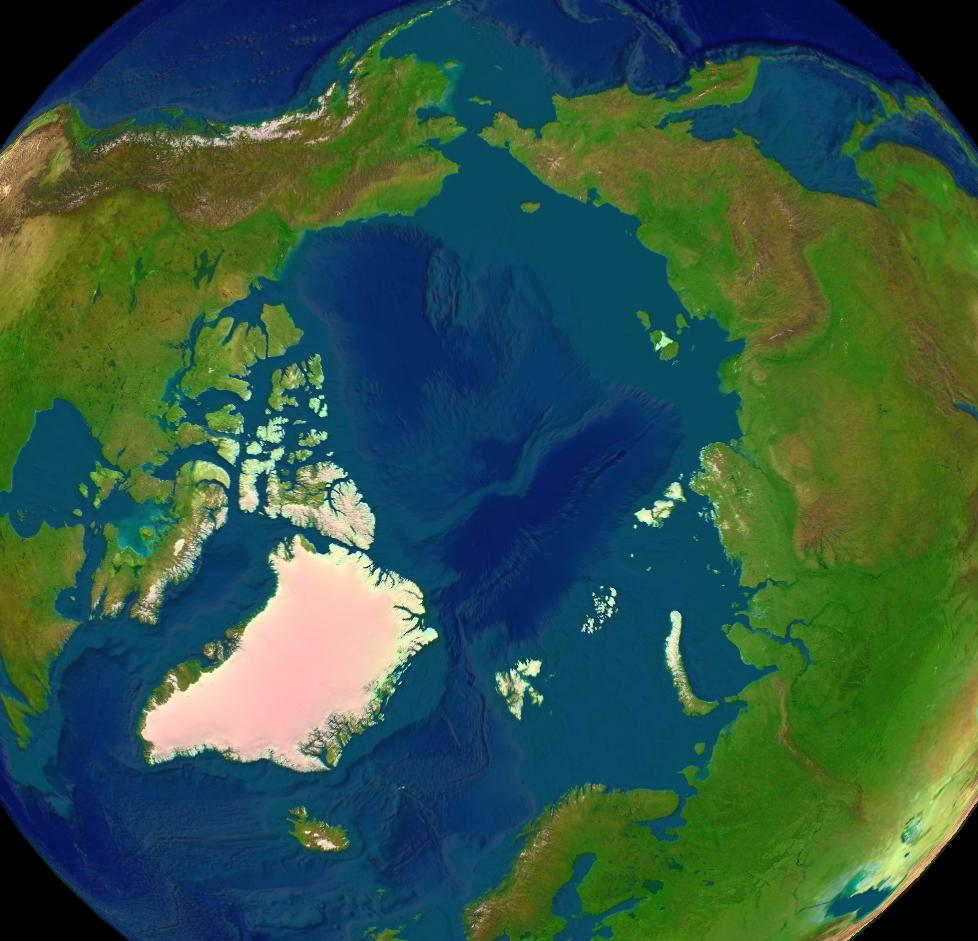
نگاره ماهواره‌ای از شمالگان

شمالگان یا سرزمین شمالگان به ناحیهٔ پیرامون قطب شمال، گفته می‌شود. شمالگان بخش‌هایی از روسیه، آلاسکا، کانادا، گرینلند، لاپلند و سوالبارد و نیز اقیانوس شمالگانی (اقیانوس منجمد شمالی) را دربر می‌گیرد. خط همدمای ۱۰ درجه سلسیوس معمولاً برای مشخص کردن مرز شمالگان در نظر گرفته می‌شود. البته ممکن‌است یک اختلاف دمای اندکی در مرز شمالگان وجود داشته باشد.
به شمالگان، سرزمین آفتاب نیمه‌شب نیز گفته می‌شود.
قطب شمال یک ششم کرهٔ زمین و به اندازهٔ روسیه – چین و هند وسعت دارد. قطب شمال هیچ جمعیت باشنده‌ای ندارد؛ و به وسیلهٔ سازمان شورای شمالگان اداره می‌شود. شورای شمالگان علاوه بر ۸ عضو اصلی (آمریکا، روسیه، نروژ و سوئد نیز از جملهٔ آنها هستند)، ۱۲ عضو ناظر دارد؛ که هر دو سال یکبار کمیته‌های ششگانهٔ آن، اجلاس برگزار می‌کنند. در اجلاس وزیران در نروژ در اول ماه مه ۲۰۱۳ عضویت ناظر هند رسماً اعلام و تصویب شد.
باور کارشناسان انرژی بر این است که یک چهارم منابع نفتی و گازی جهان در بستر اقیانوس منجمد شمالی قرار دارد.

## ادعای مالکیت
کانادا و روسیه پیش‌تر حاکمیت ملی خود بر ناحیهٔ نفت‌خیز قطب شمال را اعلام کرده بودند. در سال ۲۰۱۴، دانمارک ادعایی را دربارهٔ ناحیه‌ای به وسعت ۸۹۵ هزار کیلومتر مربع ورای مرزهای دریایی گرینلند سازمان ملل متحد طرح کرده‌است که بر اساس آن استدلال می‌کند که دریای پیرامون قطب شمال به فلات قارهٔ گرینلند وصل است که یک ناحیهٔ خودمختار متعلق به دانمارک است. تیغهٔ ۱٬۸۰۰ کیلومتری به نام پشته لومونسف که در اصل یک رشته‌کوه است و قطب شمال را دو قسمت می‌کند، در کانون این اختلاف قرار دارد. یک زیردریایی روسیه در سال ۲۰۰۷ یک پرچم تیتانیومی ضدزنگ را در بستر آب‌های قطب شمال بر زمین نشاند که واکنش خشم‌آلود کانادا را به دنبال داشت.
روسیه، نروژ، کانادا، دانمارک و آمریکا که سواحل همجوار قطب شمال دارند، این قلمروی غنی را از آن خود اعلام کرده‌اند. مسابقه برای تصاحب این منطقه از زمانی شتاب گرفت که با آب شدن کوه‌های یخی دسترسی به قطب شمال آسان‌تر شده‌است. در سال ۲۰۰۱، روسیه مدارک مالکیت این منطقه را به سازمان ملل متحد ارائه داد که مورد قبول قرار نگرفت، چون بدون شواهد لازم بود. سه سال پیش کاوشگران روسی در حرکتی حاکی از جدی بودن این کشور در چشم‌داشت به این قلمرو، پرچمی را از جنس تیتانیوم در بستر اقیانوس منجمد شمالی نصب کردند. از سوی دیگر، کاوش‌های علمی آمریکا و کانادا برای جمع‌آوری داده‌ها از این منطقه در حال انجام‌است، تا بتواند ادعای این کشورها را بر سر مالکیت این منطقه اثبات کند. نروژ و دانمارک (از جانب گرینلند) نیز برای به دست آوردن حاکمیت این منطقه تلاش می‌کنند. به موجب قوانین بین‌المللی هر یک از این پنج کشور حوزهٔ قطب شمال، مجاز به بهره‌برداری اقتصادی از ناحیه‌ای به شعاع ۲۰۰ مایل در امتداد سواحل خود است.
تنها کشورهایی می‌توانند ادعای مالکیت بر این منطقه را داشته باشند که موفق شوند ثابت کنند ادامهٔ یک رشته‌کوهی که در کشور آن‌ها وجود دارد، تا اعماق آب‌های اقیانوس منجمد شمالی کشیده شده‌است. با توجه به این قاعده، پنج کشور می‌توانند ادعای خود را مطرح کنند؛ روسیه که خواستار بیش از نیمی از سرزمین قطب شمال است، کانادا، دانمارک، نروژ و آمریکا (از طریق آلاسکا). اما در نهایت تنها سازمان ملل متحد باید بر اساس شواهد علمی که هر یک از این کشورها ارائه می‌کنند، تصمیم بگیرد که سرزمین مورد اختلاف باید به کدام کشور داده شود. بر اساس «کنوانسیون حقوق دریایی» سازمان ملل متحد که از سال ۱۹۸۲ اجرا می‌شود، هر کشوری تا ۲۰۰ مایلی سواحل خود مالک بستر دریایی آن است. بنابر این، در قطب شمال بیش از یک میلیون کیلومتر مربع بدون مالک می‌ماند. اختلاف کشورهای حاشیهٔ قطب شمال نیز بر سر همین منطقه از اقیانوس منجمد شمالی است و از آنجا که این منطقه به احتمال بسیار زیاد غنی از ذخایر چشمگیر نفت و گاز است، هر کشوری تلاش می‌کند تا ماجرا را به سود خود پایان دهد. هر کشوری که درخواست محکم‌تری ارائه کند، قطب شمال را به دست خواهد آورد. کانادا امکانات لازم را برای شرکت کردن در این نبرد ندارد؛ کانادا حتی یخ‌شکنی قوی برای این که بتواند به این منطقه از اقیانوس برود هم ندارد؛ کانادایی‌ها به اندازهٔ یک دهه از روس‌ها عقب هستند. کانادا هرگز به‌طور رسمی حق خود را در خصوص این بخش از قطب شمال طلب نکرده‌است، در حالی که روس‌ها از سال‌ها پیش در این زمینه بسیار فعال عمل کرده‌اند. روسیه قطب شمال را به خاک روسیه مرتبط می‌داند که چنین موضوعی می‌تواند حاکمیت مسکو بر قطب را تثبیت کند؛ منطقه‌ای که اکنون گفته می‌شود یک‌چهارم ذخایر نفت و گاز جهان را داراست. تلاش روسیه در سال ۲۰۰۱ برای تبدیل قطب شمال به عنوان بخشی از خاک این کشور در سازمان ملل شکست خورد، اما اگر یافته‌های تازهٔ مسکو به تأیید مجامع بین‌المللی برسد، کشورهای حاشیهٔ قطب شمال ناچار باید تسلیم شوند. قطب شمال هم‌اکنون تحت نظارت سازمانی بین‌المللی است و جزو قلمرو هیچ کشوری محسوب نمی‌شود.

## کشورها
بر اساس هم‌مرز بودن یا داشتن جزیره یا خط ساحلی یا خطوط هم‌دما دو کشور فنلاند و سوئد در این میان قرار نمی‌گیرند ولی با توجه به عرض جغرافیایی این دو کشور را نیز شامل می‌شود.
1. ایالات متحده آمریکا
2. روسیه
3. کانادا
4. گرینلند(دانمارک)
5. ایسلند
6. نروژ
7. سوئد (گاهی در نظر گرفته نمی‌شود)
8. فنلاند(گاهی در نظر گرفته نمی‌شود)